# Následky (film)
Následky (anglicky The Fallout) jsou americké filmové drama z roku 2021. Jde o celovečerní režijní debut kanadské herečky Megan Park, jež zároveň k tomuto filmu napsala scénář. Snímek pojednává o středoškolačce Vadě Cavell, ztvárněné Jennou Ortegou, která se po střelbě na škole vypořádává s výrazným emocionálním traumatem. V dalších rolích se ve filmu objevují Maddie Ziegler, Julie Bowen, John Ortiz, Niles Fitch a Shaliene Woodley. Hudbu k filmu složil americký hudebník Finneas O'Connell. Světová premiéra filmu proběhla v březnu 2021 na americkém filmovém a hudebním festivalu South by Southwest.

## Děj
Středoškolačka Vada (Jenna Ortega) jde během vyučování na toaletu poté, co jí zavolala mladší sestra Amélie (z jiné školy), že má první menstruaci, aby spolu pohovořily. Zatímco je v koupelně, dojde na škole ke střelbě. Vada se ukrývá v kabince se svými spolužáky Miou (Maddie Ziegler) a Quintonem (Niles Fitch), kterému střelec zabil bratra.
V následujících týdnech po incidentu pociťuje Vada posttraumatické syndromy a postupně se odcizuje jak od své rodiny, tak i nejlepšího kamaráda Nicka. Návštěva vzpomínkových akcí ji ještě více vyčerpává. Nedokáže vejít do koupelny, kde se schovávala před střelbou, což má za následek, že se ve škole pomočí. Experimentuje s drogami pro potlačení stresu. Jedinými lidmi, se kterými Vada cítí sounáležitost, se stávají Mia a Quinton, se kterými se před střelbou schovávala. Chodí na terapie. Volné dny tráví u Mii, jejíž rodiče cestují. Během jedné propité noci Vada políbí Miu a intimně se sblíží. 
Nickovi, kterého incident donutil k aktivismu a boji za větší bezpečnost na školách, vadí Vadino nezodpovědné chování, což vyústí v hádku. Vada se pokusí navázat romantický vztah s Quintonem, který ji však odmítne, neboť není emocionálně připravený. Vada propadá dále do větší izolace od své rodiny a nyní i od Mii a Quintona. 
Amélie se domnívá, že se na ni její starší sestra zlobí, neboť ji svým telefonátem vylákala ze třídy a tím i ohrozila na životě, za což se jí pozdě večer omlouvá. Toto nedorozumění konečně vybízí Vadu, aby projevila, co skutečně pociťuje. Postupně nachází cestu zpět jak k Amélii a svým rodičům, tak k Mie i sobě samé. Film končí v momentě, kdy Vada čeká před budovou na Miu. Na telefonu se jí zobrazí notifikace s oznámením o další střelbě na jiné škole v zemi, načež Vada dostává panický záchvat.

## Obsazení
- Jenna Ortega jako Vada Cavell
- Maddie Ziegler jako Mia Reed
- Niles Fitch jako Quinton Hasland
- Will Ropp jako Nick Feinstein, Vadin nejlepší kamarád
- Lumi Pollack jako Amelia Cavell, Vadina sestra
- John Ortiz jako Carlos Cavell, Vadin otec
- Julie Bowen jako Patricia Cavell, Vadina matka
- Shailene Woodley jako Anna, psycholožka